# Caroline Louise de Hesse-Darmstadt
Caroline Louise de Hesse-Darmstadt (11 iulie 1723 – 8 aprilie 1783), a fost soția Margrafului Karl Frederic de Baden, artistă amatoare, om de știință, colecționară și patroana unui salon literar.

## Biografie
A fost copilul cel mic al Landgrafului Ludovic al VIII-lea de Hesse-Darmstadt și a Charlotte Christine Magdalene Johanna de Hanau. Ea s-a căsătorit la 28 ianuarie 1751 cu Karl Frederic, Margraf de Baden.
A ptimit o educație bună, și a fost descrisă ca învățată, vorbea cinci limbi străine, a corespondat cu Voltaire și a făcut din Karlsruhe un centru cultural din Germania, unde se numărau  printre oaspeții săi și Johann Gottfried von Herder, Johann Caspar Lavater, Johann Wolfgang von Goethe, Friedrich Gottlieb Klopstock, Christoph Willibald Gluck și Christoph Martin Wieland. A fost membră a orchestrei de la curtea din Baden și a Academiei daneze de Arte Frumoase,  picta și a avut un laborator la palatul din Karlsruhe. 
Sănătatea ei a avut o cădere bruscă în 1779 și a murit de un accident vascular cerebral în timpul unei călătorii cu fiul ei.

## Copii

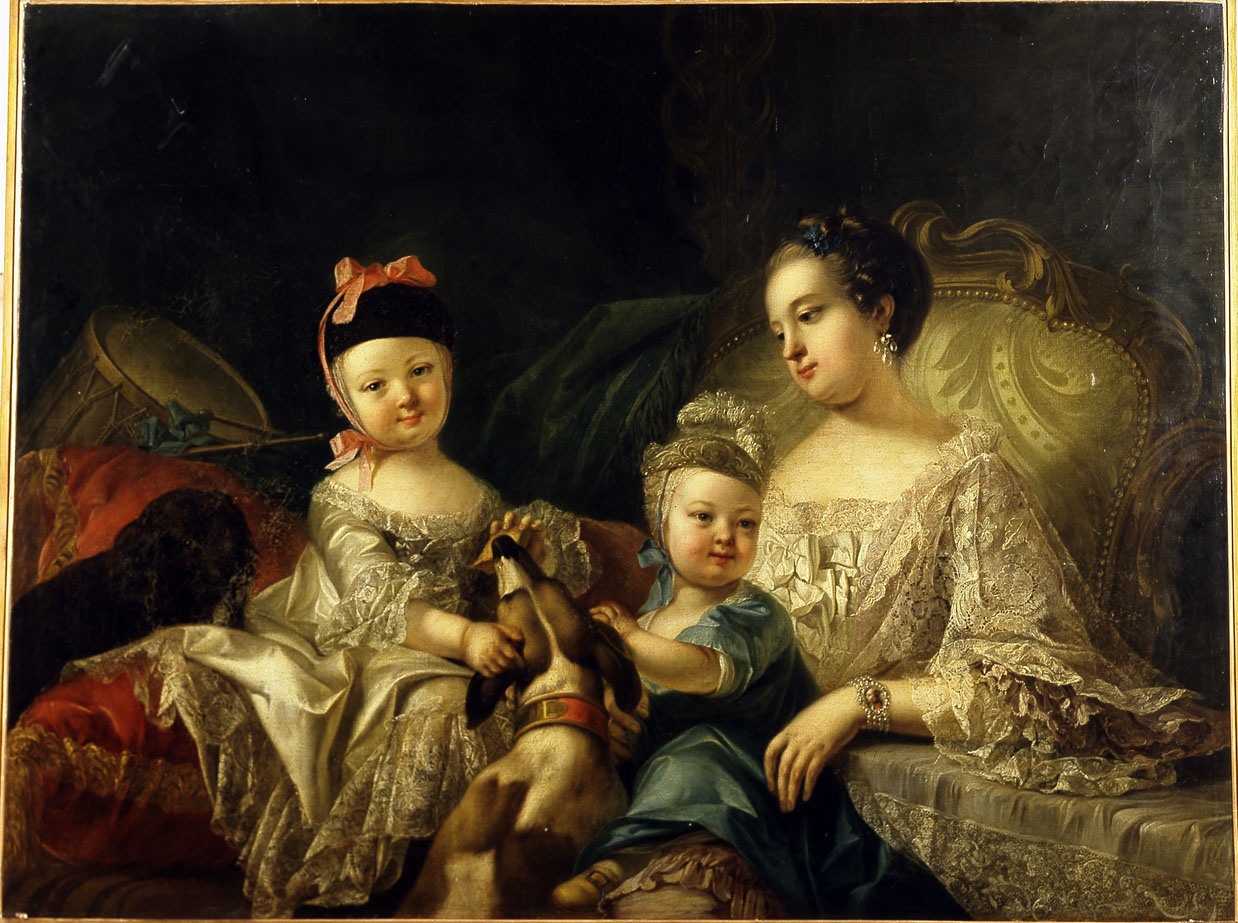
Caroline Louise cu fii ei Karl Ludwig și Frederic. Pictură de Joseph Melling, 1757.

- Karl Ludwig, Prinț Ereditar de Baden (14 februarie 1755 – 16 decembrie 1801). Fiul lui Karl Ludwig, Karl Ludwig Frederic, i-a succedat lui Karl Frederic ca Mare Duce  după decesul acestuia în 1811.
- Frederic (29 august 1756 – 28 mai 1817); s-a căsătorit la 9 decembrie 1791 cu Louise de Nassau-Usingen (16 august 1776 – 19 februarie 1829), fiica Ducelui Frederic de Nassau-Usingen
- Louis I, Mare Duce de Baden (9 februarie 1763 – 30 martie 1830); s-a căsătoritcu contesa Katharina Werner von Langenstein în 1818.  Louis l-a succedat pe nepotul său Karl Ludwig Frederic ca cel de-al 3-lea Mare Duce de Baden în 1818.
- fiu (n./d. 29 iulie 1764)
- Louise Auguste (8 ianuarie 1767 – 11 ianuarie 1767)

## Arbore genealogic
1. 1 2 3 4  RKDartists, accesat în 2 martie 2018